# Daňové prázdniny
Daňové prázdniny je neoficiální název jedné z forem investičních pobídek, kdy investor je na určitou dobu po investici zproštěn povinnosti odvádět některou daň nebo je mu daň snížena. Stát tuto možnost využívá v dnešní době zejména u průmyslových závodů k podpoře vzniku nových pracovních míst nebo k podpoře nových technologií či chybějících služeb. V minulosti, zejména ve středověku byla podobná forma podpory hojně užívána při kolonizaci neobydlených území (viz např. lhota), ale i dnes se používá k podpoře bytové výstavby.

## Daňové prázdniny v Česku
Skoro polovina všech investičních pobídek v Česku směřovala do automobilového nebo gumárenského průmyslu nebo výroby elektrických a optických přístrojů. Mezi nejznámější případy patřil nový závod jihokorejské automobilky Hyundai v Nošovicích.
Hospodářská komora v roce 2007 vyzvala vládu k úplnému zrušení investičních pobídek. Kritici úpravě vyčítali, že zvýhodňuje velké zahraniční investory před menšími českými podniky, deformují trh, směřují do nejrozvinutějších regionů a náklady na podporu jednoho pracovního místa jsou neúměrně vysoké.
V roce 2008 vláda zrušila poslední investiční pobídku formou daňových prázdnin (pětiletých), která platila pro zpracovatelský průmysl. Do budoucna se rozhodla investice podporovat dotací mezd a podporu zaměřovat na strategické služby a technologická centra.
Pro začínající živnostníky platila výjimka, že první dva roky podnikání danili pouze skutečně dosažený základ daně z příjmů i tehdy, nedosahuje-li tzv. minimálního základu daně z příjmů (§ 7c odst. 3 Zákona o dani z příjmů).
Nové domy a byty, v nichž má majitel hlášen trvalý pobyt, jsou v rámci podpory nové výstavby na 15 let osvobozeny od placení daně z nemovitosti. Ministerstvo financí navrhlo reformu, která má tuto výhodu do roku 2010 zrušit.